# Nimbari
Le nimbari (ou bari, niamniam, nimbari-kebi, nyamnyam, nyam-nyam du Mayo-Kebi) est une langue de l'Adamaoua qui était parlée au Cameroun dans la région du Nord, les départements de la Bénoué et du Mayo-Louti, dans les villages de Gorimbari, Padjara-Djabi et Badjire.
On ne lui connaît plus de locuteurs en première langue (statut 9).